# Lawrence E. Knox
Pour les articles homonymes, voir Knox.
Lawrence Edward Knox (1836-1873) est un officier de l'armée britannique et fondateur de The Irish Times. 

## Biographie
Il est né dans le quartier Kemp Town de Brighton dans le Sussex de l'Est, en Angleterre. Il est le fils d'Arthur Edward Knox de Castlereagh, près de Killala, comté de Mayo et Jane Parsons, fille de Laurence Parsons, 2e comte de Rosse.
En 1859, à l'âge de 22 ans, il fonde The Irish Times. Knox achète une place d'enseigne dans le 63e régiment d'infanterie en 1854 et est promu lieutenant plus tard la même année. Il achète une Capitainerie en 1857. Il part dans le Devonshire Regiment en 1858. En 1866, il est nommé major dans la milice de Tower Hamlets. En 1868, il est élu au Parlement pour l'arrondissement de Sligo, bien que l'élection ait ensuite été déclarée nulle et l'arrondissement privé de ses droits pour corruption. Dix-huit mois plus tard, en mai 1870, il se présente à une élection partielle dans Mallow avec la toute jeune Home Government Association d'Isaac Butt, mais est battu.
Knox meurt chez lui à Dublin le 24 janvier 1873, de la scarlatine. 